# Misstoestanden (De Kiekeboes-album)
Misstoestanden is het 86ste stripverhaal van De Kiekeboes. De reeks wordt getekend door striptekenaar Merho. Het album verscheen in november 2000.

## Verhaal
Op een afgelegen parking langs de autosnelweg is Fanny getuige van een verdachte transactie. Ze ziet hoe de bestuurder van een gele motor wordt neergeslagen en ontvoerd.
Fanny vindt op de plaats van de misdaad een gouden dasspeld met de initialen 'VS'. Ze ontdekt dat die staan voor Victor Staepel, een obscure veehandelaar die relaties heeft in de hoogste kringen. Toevallig is Staepel ook de organisator van de Miss glamour-verkiezing. Fanny besluit in het 'misswereldje' te infiltreren door ook deel te nemen aan de verkiezing...

## Trivia
- Eerder verscheen in 2000 het verhaal ook als de gelijknamige film, maar die flopte genadeloos. Merho was al tijdens de productie niet te spreken over de verfilming en reageerde al zijn frustraties af in dit album dat qua plot totaal afwijkt van de inmiddels bijna vergeten film. Ook in het volgende album De Simstones zou Merho zijn woede over de filmploeg verder botvieren.